# Турнейзен, Рудольф
Эдуард Рудольф Турнейзен (нем. Eduard Rudolf Thurneysen; 14 марта 1857 года, Базель — 9 августа 1940 года, Бонн) — швейцарский лингвист и кельтолог, проведший основную часть жизни в Германии.

## Биография
Изучал классическую филологию в родном Базеле, Лейпциге, Берлине и Париже. Среди его учителей были Эрнст Виндиш и Генрих Циммер. Позднее защитил диссертации по латинскому и ирландскому языкам.
Важнейшим достижением Турнейзена является опубликованное в 1909 г. «Руководство по древнеирландскому языку» (Handbuch des Alt-Irischen), позднее переведенное на английский язык под названием «Грамматика древнеирландского языка» (A Grammar of Old Irish), и неоднократно переизданное (последний раз в 2006 г.). В 1913 г. Турнейзен был принят на работу в Боннский университет. К этому времени он стал крупнейшим авторитетом своего времени по древнеирландскому языку. Ушёл в отставку в 1923 г.
В 1920-30-х гг. Турнейзен заинтересовался древнеирландским правом; с его переводом и комментариями вышел целый ряд правовых трактатов; наряду с Э. Мак-Нейллом стал основоположником науки о древнеирландском праве. Учеником Турнейзена был ирландский филолог Д. Э. Бинчи.
Членкор Американской академии медиевистики (1927).

## Избранная библиография
- A grammar of Old Irish (translated by D. A. Binchy and Osborn Bergin), Dublin Institute for Advanced Studies, reprinted 2003. ISBN 1-85500-161-6
- Old Irish reader (translated by D. A. Binchy and Osborn Bergin), Dublin Institute for Advanced Studies, reprinted 1981. ISBN 0-901282-32-4
- Scéla mucce Meic Dathó, Dublin Institute for Advanced Studies, reprinted 2004. ISBN 1-85500-022-9